# 庫奧特莫克·白蘭高
庫奧特莫克·白蘭高·布拉沃（西班牙語：Cuauhtémoc Blanco Bravo；1973年1月17日—），生于墨西哥城，前墨西哥职业足球运动员，他曾出席包括1998年、2002年及2010年3屆世界盃決賽週，球风以高超任意球技术，“蛙跳”过人闻名。现任墨西哥莫雷洛斯州的州长。